# Кушнір Макар Олександрович
Кушнір Макар Олександрович (1890, Черкаси — 1951, Бельгія) — журналіст, член Української Центральної Ради (1917-1918), один із співзасновників ОУН.

## Біографія
Народився у родині священика. У 1901—1909 роках навчався у Черкаській чоловічій гімназії. Вищу освіту здобув на історико-філологічному факультеті Петербурзького університету.
Мав активну громадянську позицію. Під час перебування у Санкт-Петербурзі співпрацював із товариством «Джерело», був членом петроградської організації Української соціал-демократичної робітничої партії.

Могила Макара Кушніра

Автор ідеї створення на території царської Росії держави, поділеної за аналогією США на штати з великими автономними правами кожного штату.
Після поразки української революції у 1920-х роках Кушнір перебуває на еміграції.
У кінці 1920-х років став одним із засновників ОУН. Брав участь у І Конгресі ОУН у Відні (28 січня — 3 лютого 1929 року). Виступив із доповіддю «Економічні взаємини між Україною і Росією в СРСР». Обраний головним суддею організаційного суду ОУН і членом Проводу українських націоналістів (ПУН) (1929—1938). У Проводі відповідав за видання ОУН іноземними мовами. Брав участь у виробленні програмових засад ОУН. 1929—1934 роки — найбільша активність М.Кушніра як члена ОУН. У зв'язку з конфеденційністю його діяльності багато моментів з життя М.Кушніра залишаються до сьогодні білими плямами. Відомо, що він виконував спеціальні функції в ОУН, так у 1933 р. М.Кушнір зі спеціальною місією побував у низці держав Європи: Бельгії, Великій Британії, Німеччині, Фінляндії та Румунії, організовував пересилку патріотичної української літератури в тогочасну радянську Україну.
Після автомобільної катастрофи у Лондоні у квітні 1934 року повністю втратив зір.
Останні 17 років життя (1934—1951 роки) безвиїзно жив у Бельгії. Там, за однією з версій 2 серпня (за іншою — 16 вересня) 1951 року він помер, похований у містечку Помероль (селище у Франції (Бордо)).
Писав під псевдонімами: Богуш, В. Богуш, Якименко, Я. Дуб, Б. Дніпрянський, Мак тощо.

## Вшанування пам'яті
- Один із провулків Черкас названо на честь Макара Кушніра.[3]
- в квітні 2016-го у Черкасах відкрито пам'ятну дошку Макару Кушніру